# 한서린
한서린은 2021년 싱글 <착각>으로 데뷔한 대한민국의 밴드다.

## 음반
- 착각 (2021)